# Evergreen (Contea di Washburn, Wisconsin)
Evergreen è un comune degli Stati Uniti, situato in Wisconsin, nella Contea di Washburn.